# Quimioresistència
La quimioresistència és la resistència que desenvolupen soques d'organismes a determinats fàrmacs o compostos químics que usualment són letals per a la seva espècie. La quimioresistència és un fenomen de caràcter genètic i heretable. Quan una població d'éssers vius té individus amb algun gen que permet una major resistència a una determinada substància tòxica respecte a la resta de la població, aquesta pot exercir una forta pressió selectiva si es rep en dosis tals que sigui més letal per a aquests últims. Els individus resistents tindran més probabilitat de sobreviure, reproduir-se, i transmetre el gen a la descendència, de manera que augmentarà el percentatge de la població resistent a aquest compost.
Les mutacions successives d'aquest gen o la variabilitat genètica que permet que alguns individus heretin diferents gens que atorguen resistència al tòxic de forma sinèrgica, permetran l'adaptació progressiva d'un organisme al tòxic mentre existeixi aquesta pressió selectiva, cosa que permet arribar moltes vegades a la resistència total a dosis elevades.

## Tipus de quimioresistència

### En bacteris

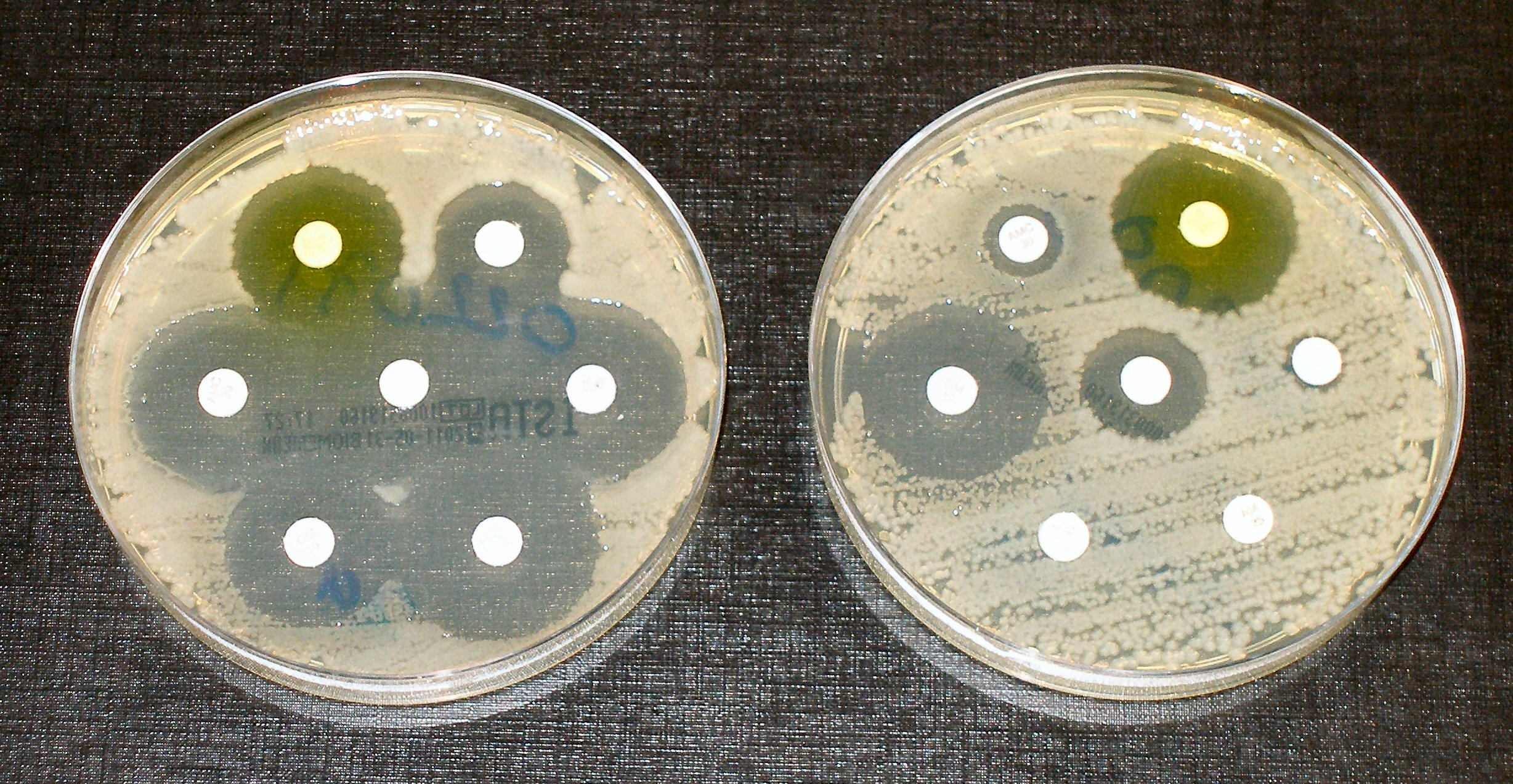
Prova de resistència a antibiòtics. Aquests es difonen en el medi i on hi ha mort bacteriana es formen halos transparents.

És coneguda la quimioresistència que han desenvolupat molts bacteris a diversos antibiòtics en poques dècades, sobretot en ambients hospitalaris, de manera que actualment són molt difícils de combatre. És per tant un problema sanitari, ja que la capacitat per desenvolupar nous antibiòtics és molt inferior a la velocitat amb què els bacteris s'adapten a ells.

#### Importància biomèdica
Si la dosi letal d'un antibiòtic fos tan baixa que no causés mortalitat ni afectés la reproducció o tan alta que resultés letal per als individus amb aquest gen, no existiria aquesta pressió selectiva. A nivell pràctic, el problema de la quimioresistència no comença quan es produeix la mutació que atorga certa resistència a un medicament, sinó que apareix quan la mutació arriba a ser molt comuna en la població perquè se li ha sotmès a condicions en les que només els portadors de la mutació sobreviuen.

### En altres organismes

Molècula del DDT.

Nombrosos paràsits també han desenvolupat resistència a antiparasitaris, antihelmíntics i insecticides. En el cas dels àcars, aquests han assolit tolerar dosis de tòxics que serien letals per a la majoria dels individus d'una població normal de la mateixa espècie. Açò també succeí a mitjans del segle XX amb insectes com les llagostes, que es van combatre amb DDT, assolint resistència en la dècada de 1950 a 1960.
L'apicultura és una de les tantes activitats que desenvolupa l'ésser humà, on ectoparàsits que ataquen a les abelles mel·líferes, van arribar la resistència a productes com el fluvalinat, piretroide que en un començament assolia una efectivitat del 100% pel control de l'àcar Varroa. La bibliografia avui descriu resistència a altres productes com l'amitraz, el coumaphos, la flumetrina, i molts antibiòtics utilitzats per al control de microorganismes causants de malalties en abelles.